# Тресанти (Беневенто)
Тресанти је насеље у Италији у округу Беневенто, региону Кампанија.
Према процени из 2011. у насељу је живело 266 становника. Насеље се налази на надморској висини од 190 м.